# Unión de Progreso
Unión de Progreso es una localidad del estado mexicano de Michoacán. Es parte del municipio de Charo.

## Demografía
| Gráfica de evolución demográfica |
|                                  |

| Censo | Población |
| ----- | --------- |
| 1900  | 32        |
| 1910  | 68        |
| 1921  | 21        |
| 1930  | 192       |
| 1940  | 243       |
| 1950  | 418       |
| 1960  | 548       |
| 1970  | 585       |
| 1980  | 654       |
| 1990  | 785       |
| 2000  | 771       |
| 2010  | 893       |
| 2020  | 1 014     |